# Buxbaumia colyerae
Buxbaumia colyerae är en bladmossart som beskrevs av Burges 1932. Buxbaumia colyerae ingår i släktet sköldmossor, och familjen Buxbaumiaceae. Inga underarter finns listade i Catalogue of Life.